# Lorentzenpiggen
Der Lorentzenpiggen ist ein Berg im ostantarktischen Königin-Maud-Land. Auf der Westseite des Ahlmannryggen ragt er 8 km südlich des Vesleskarvet auf.
Norwegische Kartographen, die ihn auch benannten, kartierten den Felsen anhand von Luftaufnahmen und Vermessungen der Norwegisch-Britisch-Schwedischen Antarktisexpedition (1949–1952) sowie zwischen 1958 und 1959 angefertigten Luftaufnahmen der Dritten Norwegischen Antarktisexpedition (1956–1960). Namensgeber ist Bjarne Lorentzen (1900–1981), Koch bei der Norwegisch-Britisch-Schwedischen Antarktisexpedition.